# 岩生多毛藓
岩生多毛藓（学名：Lescuraea saxicola）为薄罗藓科多毛藓属下的一个种。